# Lázaro Cárdenas, San Andrés Tuxtla
Lázaro Cárdenas är en ort i Mexiko.   Den ligger i kommunen San Andrés Tuxtla och delstaten Veracruz, i den sydöstra delen av landet, 400 km öster om huvudstaden Mexico City. Lázaro Cárdenas ligger 223 meter över havet och antalet invånare är 102.
Terrängen runt Lázaro Cárdenas är kuperad åt sydväst, men åt nordost är den platt. Runt Lázaro Cárdenas är det ganska tätbefolkat, med 139 invånare per kvadratkilometer. Närmaste större samhälle är San Andres Tuxtla, 18,7 km sydväst om Lázaro Cárdenas. Omgivningarna runt Lázaro Cárdenas är en mosaik av jordbruksmark och naturlig växtlighet.